# Callie Thorne
Calliope Thorne (Boston, Massachusetts; 20 de noviembre de 1969) es una actriz estadounidense conocida por su papel como la Dra. Dani Santino en la serie de televisión Necessary Roughness de la cadena USA Network. También es conocida por su papel como la detective Laura Ballard en la serie de televisión Homicide: Life on the Street y en la película Homicide: The Movie, así como por interpretar a Sheila Keefe en Rescue Me y a Elena McNulty en The Wire.

## Vida y carrera
Thorne nació en Boston, Massachusetts, es de ascendencia armenia e inglesa. Estudió teatro y literatura dramática en el Wheaton College de Norton, Massachusetts y en el Instituto de Teatro y Cine Lee Strasberg de la ciudad de Nueva York.
En 1996, Thorne coprotagonizó la comedia romántica Ed's Next Move. Entre 1997 y 1999, interpretó a la Detective Laura Ballard en la serie de televisión Homicide: Life on the Street y su posterior película para televisión. También ha tenido gran cantidad de papeles menores en producciones cinematográficas y para televisión.
Entre 2004 y 2011, Thorne interpretó a Sheila Keefe en la serie Rescue Me. Además ha aparecido como invitada en varias series de televisión como: ER (2005-2006), Law & Order: Criminal Intent (2004), Law & Order: Special Victims Unit (2003-2019), The Wire (2002-2008), Prison Break (2006), Royal Pains (2009), White Collar (2009), Burn Notice (2009-2010), Californication (2011) y Elementary (2012), entre otras.
Tuvo el papel principal en la serie Necessary Roughness de la cadena USA Network, además, recibió una nominación al Globo de Oro en la categoría de "Mejor Actriz" por su papel. La serie permaneció al aire durante tres temporadas. En 2012, ganó el premio Gracie Allen a la Mejor Actriz en un Papel Protagónico en una Serie Dramática por su papel.
Thorne también ha trabajado en teatro, como en la obra fuera de Broadway The Country Club (1999), con Cynthia Nixon. Además, actuó con Eric Bogosian y Sam Rockwell en la obra Los últimos días de Judas Iscariot (2005), dirigida por Philip Seymour Hoffman. En el futuro, interpretará a Emme Haladjian en la próxima serie de terror de TNT, Breed.
Entre 2015 y 2016, interpretó a la capitana Nancy Santiani en el drama policial de la cadena NBC, The Mysteries of Laura.

## Filmografía

### Cine
| Cine | Cine                    | Cine                | Cine         |
| Año  | Título                  | Rol                 | Notas        |
| ---- | ----------------------- | ------------------- | ------------ |
| 1996 | Ed's Next Move          | Lee                 |              |
| 1997 | The Language of Love    | Jill                | Cortometraje |
| 1997 | Turbulence              | Laura Weaver        |              |
| 1998 | Next Stop Wonderland    | Cricket             |              |
| 1998 | Chocolate for Breakfast | Nina                |              |
| 1999 | Giving It Up            | Rex                 |              |
| 2000 | Wirey Spindell          | Tabitha             |              |
| 2000 | Double Parked           | Rita Ronaldi        |              |
| 2000 | Whipped                 | Liz                 |              |
| 2001 | Sidewalks of New York   | Sue                 |              |
| 2001 | Revolution #9           | Stephanie           |              |
| 2002 | Washington Heights      | Raquel              |              |
| 2002 | Analyze That            | Agente Cerrone      |              |
| 2002 | Stella Shorts: Yoga     | Instructora de yoga | Cortometraje |
| 2003 | This Is Not a Film      | Callie              |              |
| 2005 | Strangers with Candy    | Maestra             |              |
| 2005 | The F Word              | Stephanie           |              |
| 2005 | Robin's Big Date        | Kate                |              |
| 2005 | David & Layla           | Abby                |              |
| 2006 | Jimmy Blue              | Gina                | Cortometraje |
| 2006 | Delirious               | Gabi                |              |
| 2007 | Watching the Detectives | Marcia              |              |
| 2009 | Around the Block        | Paula               | Cortometraje |
| 2009 | Welcome to Academia     | Valery              |              |
| 2010 | Meet My Boyfriend!!!    | Lisa                | Cortometraje |
| 2010 | Nice Guy Johnny         | Roseanne            |              |

### Televisión
| Televisión     | Televisión                        | Televisión                   | Televisión                                                                                        |
| Año            | Título                            | Rol                          | Notas                                                                                             |
| -------------- | --------------------------------- | ---------------------------- | ------------------------------------------------------------------------------------------------- |
| 1997–1999      | Homicide: Life on the Street      | Laura Ballard                | Papel principal; 44 episodios                                                                     |
| 2000           | Strangers with Candy              | Enfermera de la escuela      | Episodio: «Bully»                                                                                 |
| 2000           | Ed                                | Judy Kellman                 | Episodio: «Home Is Where the Ducks Are»                                                           |
| 2000           | Homicide: The Movie               | Laura Ballard                | Película para televisión                                                                          |
| 2001           | The $treet                        | Sabrina McKee                | Episodio: «Past Performance»                                                                      |
| 2001           | More, Patience                    | Mia                          | Película para televisión                                                                          |
| 2002           | Third Watch                       | Amiga de Jimmy               | Episodio: «Transformed»                                                                           |
| 2002           | Hysterical Blindness              | Carolann                     | Película para televisión                                                                          |
| 2002–2008      | The Wire                          | Elena McNulty                | Papel recurrente; 12 episodios                                                                    |
| 2003           | Titletown                         |                              | Película para televisión                                                                          |
| 2003-2019      | Law & Order: Special Victims Unit | Nikki Staines                | Papel recurrente; 7 episodios                                                                     |
| 2004–2011      | Rescue Me                         | Sheila Keefe                 | Papel principal; 93 episodios                                                                     |
| 2004           | Law & Order: Criminal Intent      | Sheila Bradley               | Episodio: «Silver Lining»                                                                         |
| 2005–2006      | ER                                | Jodie Kenyon                 | Episodios: «Two Ships», «All About Christmas Eve», «If Not Now», «Quintessence of Dust», «Darfur» |
| 2006           | Law & Order                       | Abogada Stuart               | Episodio: «Avatar»                                                                                |
| 2006–2008      | Prison Break                      | Pamela "Pam" Mahone          | Papel recurrente; 8 episodios                                                                     |
| 2007           | Wainy Days                        | Mary                         | Episodio: «Cyrano d'Bluetooth»                                                                    |
| 2009           | Royal Pains                       | Allison Moore                | Episodio: «TB or Not TB»                                                                          |
| 2009-2010      | Burn Notice                       | Natalie Rice                 | Episodios: «Friends Like These», «Hot Property»                                                   |
| 2009           | White Collar                      | Maria Fiametta               | Episodio: «Book of Hours»                                                                         |
| 2011           | Californication                   | Madre de Sasha Bingham       | Episodio: «Lights, Camera, Asshole»                                                               |
| 2011–2013      | Necessary Roughness               | Dra. Danielle "Dani" Santino | Papel principal; 38 episodios                                                                     |
| 2012           | Elementary                        | Terry D'Amico                | Episodio: «One Way to Get Off»                                                                    |
| 2015 2020 2021 | NCIS: New Orleans                 | Sasha Broussard              | Episodios: «Baitfish», «More Now», «How Much Pain Can You Take?», «A Changed Woman»               |
| 2015–2016      | The Americans                     | Tori                         | Episodios: «Dimebag», «Born Again», «Glanders»                                                    |
| 2015–2016      | Sex & Drugs & Rock & Roll         | Cat Zakarian                 | Episodios: «Tattoo You», «Rolling in the Deep», «Bang Bang»                                       |
| 2015–2016      | The Mysteries of Laura            | Capitana Nancy Santiani      | Elenco principal (temporada 2); 15 episodios                                                      |
| 2016           | Angel from Hell                   | Linda (Madre de Kelly)       | Episodio: «Soulmates»                                                                             |
| 2017           | At Home with Amy Sedaris          | Dra. Claire Shanks           | Episodio: «Gift Giving»                                                                           |
| 2019           | Blue Bloods                       | Maggie Gibson                | Episodios: «Ripple Effect», «Common Enemies», «The Real Deal»                                     |
| 2021           | Bull                              | Madeline McBride             | Episodio: «The Bad Client»                                                                        |